# Rogóźno-Zamek
Rogóźno-Zamek (niem. Roggenhausen) – wieś w Polsce położona w województwie kujawsko-pomorskim, w powiecie grudziądzkim, w gminie Rogóźno, przy trasie drogi krajowej nr 16.

## Podział administracyjny
W latach 1975–1998 miejscowość administracyjnie należała do województwa toruńskiego.

## Demografia
Według Narodowego Spisu Powszechnego (III 2011 r.) wieś liczyła 428 mieszkańców. Jest czwartą co do wielkości miejscowością gminy Rogóźno.

## Zamek krzyżacki

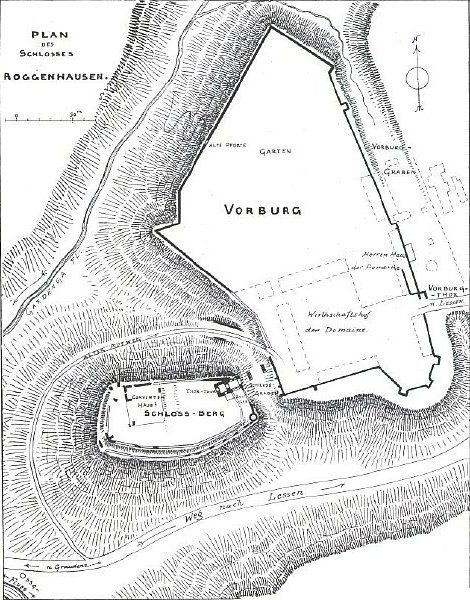
Plan zamku

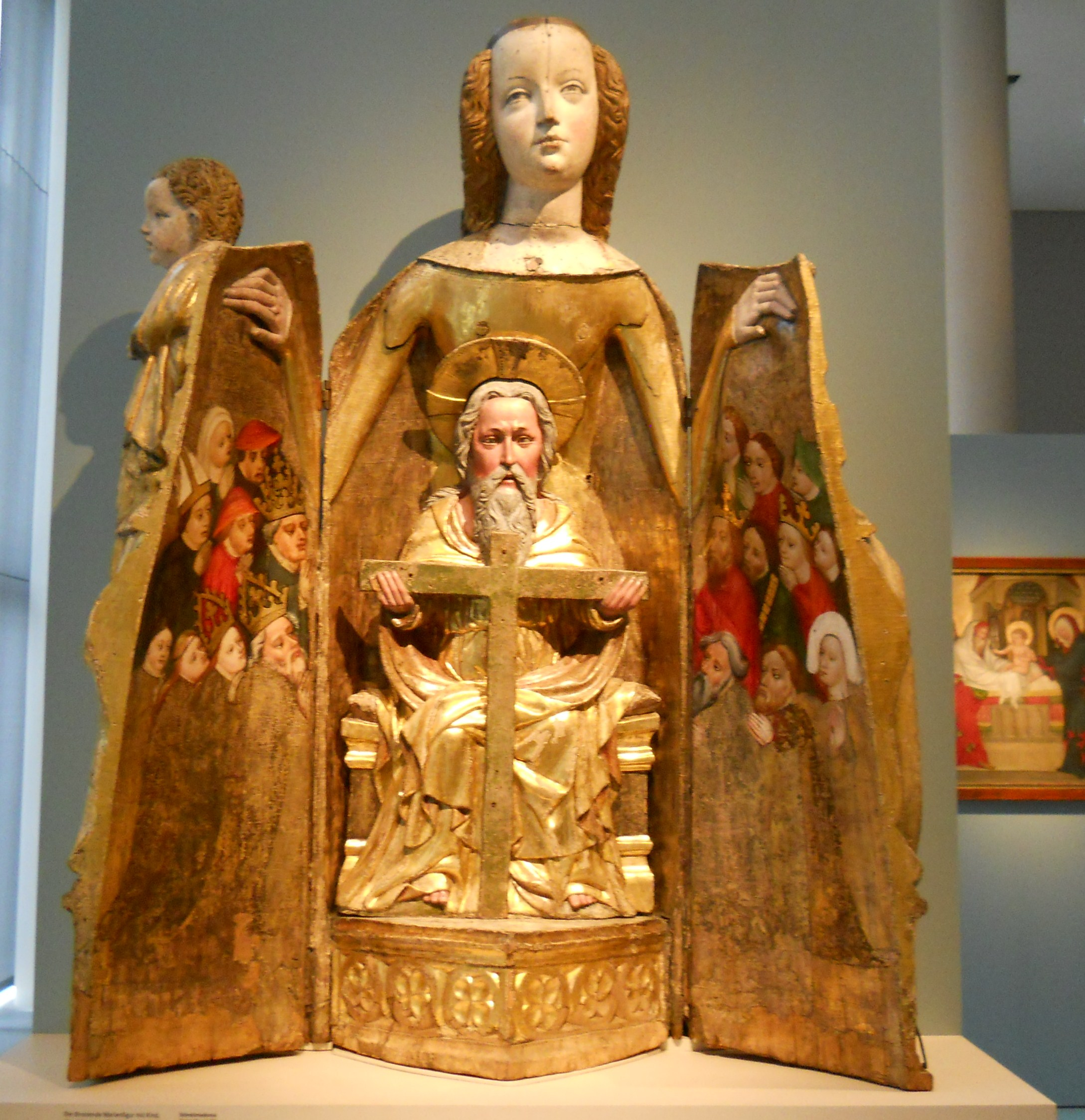
Madonna szafkowa pochodząca z kaplicy zamkowej, k. XIV w., Germanisches Nationalmuseum, Norymberga

We wsi znajdują się ruiny zamku krzyżackiego na wzgórzu u ujścia Gardęgi (Gardei) do Osy. Zamek komturski wzmiankowany w 1290 roku jako „[...] in villa nostra ante castrum nostrum Roghuszen”, został zbudowany prawdopodobnie kilka lat wcześniej, Szybko utracił znaczenie i od 1333 r. był siedzibą wójtostwa. W latach 1410 i 1414 został zajęty przez wojska polskie, ze zniszczeń się już nie podniósł. Podczas wojny trzynastoletniej w 1454 r. został spalony przez wycofujących się Krzyżaków, następnie w czasach polskich do 1590 r. był siedzibą starostów królewskich, później zarządu ekonomii, lecz stan budowli nie był dobry. W 1628 r. część murów wysadzili Szwedzi. Większość zabudowań została rozebrana przez Prusaków po 1772 r., a cegły przeznaczono na budowę Twierdzy Grudziądz. 
Pierwotnie cały kompleks składał się z kwadratowego zamku górnego, zamku średniego i rozległego przedzamcza, na którym planowano założenie miasta. Jego widok budził podziw współczesnych, m.in. późniejszego cesarza Karola IV. Do dziś zachowała się monumentalna 7-kondygnacyjna wieża bramna zamku średniego, narożna wieżyczka i fragmenty murów. Na terenie przedzamcza w XIX w. wybudowano dwór. Przypuszczalnie z miejscowej kaplicy zamkowej pochodzi drewniana rzeźba Madonny szafkowej z końca XIV w., obecnie w zbiorach Germanisches Nationalmuseum w Norymberdze. Ruiny zamku znajdują się na terenie rezerwatu przyrody Rogóźno Zamek.